# Enicospilus vestigator
Enicospilus vestigator är en stekelart som först beskrevs av Smith 1858.  Enicospilus vestigator ingår i släktet Enicospilus och familjen brokparasitsteklar. Inga underarter finns listade i Catalogue of Life.